# Hossein Rajabian
Hossein Rajabian (pers. ‏حسین رجبیان‎, ur. 5 lipca 1984 w Iranie) – irański reżyser, scenarzysta, fotograf, producent filmowy i więzień polityczny.